# Svetlana Carukaeva
Svetlana Kaspolatovna Carukaeva (in russo Светлана Касполатовна Царукаева?; Vladikavkaz, 25 dicembre 1987) è una sollevatrice russa vincitrice della medaglia d'argento a Londra 2012.
Nel 2017 questa medaglia olimpica è stata revocata dal CIO in quanto Carukaeva è risultata positiva al doping a seguito di controlli più approfonditi.

## Palmarès
- Mondiali

2006 - Doha: argento nella categoria fino a 58 kg.
2007 - Chiang Mai: argento nella categoria fino a 63 kg.
2009 - Goyang: argento nella categoria fino a 63 kg.
2011 - Parigi: oro nella categoria fino a 63 kg.
- Europei

2011 - Kazan': argento nella categoria fino a 63 kg.